# Enkeln
Enkeln ist ein Wohnplatz in der Gemeinde Kürten im Rheinisch-Bergischen Kreis.

## Lage und Beschreibung
Der Ort liegt unterhalb der Bundesstraße 506, zwischen Schmitte und Esbach. Der Ort gliedert sich in drei Teile, die auch Mittel-, Ober- und Unterenkeln genannt werden.

## Geschichte
Enkeln wurde bereits im Jahr 893 als Einclo urkundlich überliefert. Der Ortsnamen ist aus der Gruppe der Waldnamen, da in der frühesten Form Einclo das Appellativ Loh erkennbar ist. Das Bestimmungswort leitet sich von dem Personennamen Aino ab (*Aininclô = Wald des Aino).
Die Topographia Ducatus Montani des Erich Philipp Ploennies aus dem Jahre 1715, Blatt Amt Steinbach, belegt, dass der Ort bereits 1715 als Ort mit zwei Höfen bestand und als Enckelen bezeichnet wurde. Carl Friedrich von Wiebeking benennt die Hofschaft auf seiner Charte des Herzogthums Berg 1789 als Ober-, Mittel-, Unter Enkelen. Aus ihr geht hervor, dass Ober- und Mittel-Enkeln zu dieser Zeit Teil der Exklave der Oberhonschaft in der Honschaft Berg im Kirchspiel Kürten und Unter-Enkeln Teil der Honschaft Berg im Kirchspiel Olpe im Landgericht Kürten war.
Unter der französischen Verwaltung zwischen 1806 und 1813 wurde das Amt Steinbach aufgelöst und Enkeln wurde politisch der Mairie Kürten im Kanton Wipperfürth  im Arrondissement Elberfeld zugeordnet.  1816 wandelten die Preußen die Mairie zur Bürgermeisterei Kürten im Kreis Wipperfürth. Enkeln gehörte zu dieser Zeit zur Gemeinde Kürten.
Der Ort ist auf der Topographischen Aufnahme der Rheinlande von 1824 und auf der Preußischen Uraufnahme von 1840 als Unter-, Mittel-, Ober Enkeln verzeichnet. Auf der Preußischen Neuaufnahme von 1892 ist er als Unter-, Mittel-, Ober Enkeln verzeichnet. Auf späteren Messtischblättern wird der Ort regelmäßig als Enkeln bezeichnet.

### Mittelenkeln
1822 lebten 23 Menschen im als Hof kategorisierten und Mittel-Enkeln bezeichneten Ort. Der 1845 laut der Uebersicht des Regierungs-Bezirks Cöln als Hof kategorisierte Ort besaß zu dieser Zeit drei Wohnhäuser. Zu dieser Zeit lebten 8 Einwohner im Mittel-Enkeln genannten Ort, davon einer katholischen und sieben evangelischen Bekenntnisses. Die Gemeinde- und Gutbezirksstatistik der Rheinprovinz führt Mittelenkeln 1871 mit vier Wohnhäusern und 24 Einwohnern auf. Im Gemeindelexikon für die Provinz Rheinland von 1888 werden vier Wohnhäuser mit 18 Einwohnern angegeben und der Ort mit Mitte Enkeln bezeichnet. 1895 hatte der Ort vier Wohnhäuser und 26 Einwohner. 1905 besaß der Ort vier Wohnhäuser und 20 Einwohner und gehörte konfessionell zum katholischen Kirchspiel Kürten.

### Oberenkeln
1822 lebten 15 Menschen im als Hof kategorisierten und Oberst-Enkeln bezeichneten Ort. Der 1845 laut der Uebersicht des Regierungs-Bezirks Cöln als Hof kategorisierte Ort besaß zu dieser Zeit vier Wohnhäuser. Zu dieser Zeit lebten 25 Einwohner im Ober-Enkeln genannten Ort, davon alle katholischen Bekenntnisses. Die Gemeinde- und Gutbezirksstatistik der Rheinprovinz führt Oberenkeln 1871 mit drei Wohnhäusern und 22 Einwohnern auf. Im Gemeindelexikon für die Provinz Rheinland von 1888 werden drei Wohnhäuser mit 23 Einwohnern angegeben und der Ort mit Ober Enkeln bezeichnet. 1895 hatte der Ort drei Wohnhäuser und 21 Einwohner. 1905 besaß der Ort zwei Wohnhäuser und zwölf Einwohner und gehörte konfessionell zum katholischen Kirchspiel Kürten.

### Unterenkeln
1822 lebten 27 Menschen im als Hof kategorisierten und Unterst-Enkeln bezeichneten Ort. Der 1845 laut der Uebersicht des Regierungs-Bezirks Cöln als Weiler kategorisierte Ort besaß zu dieser Zeit sieben Wohnhäuser. Zu dieser Zeit lebten 37 Einwohner im Unter-Enkeln genannten Ort, davon 27 katholischen und zehn evangelischen Bekenntnisses. Die Gemeinde- und Gutbezirksstatistik der Rheinprovinz führt Unterenkeln 1871 mit drei Wohnhäusern und 13 Einwohnern auf. 1895 hatte der Ort vier Wohnhäuser und 20 Einwohner 1905 besaß der Ort vier Wohnhäuser und 19 Einwohner und gehörte konfessionell zum katholischen Kirchspiel Kürten.

### 20. Jahrhundert
1927 wurden die Bürgermeisterei Kürten in das Amt Kürten überführt. In der Weimarer Republik wurden 1929 die Ämter Kürten mit den Gemeinden Kürten und Bechen und Olpe mit den Gemeinden Olpe und Wipperfeld zum Amt Kürten zusammengelegt. Der Kreis Wipperfürth ging am 1. Oktober 1932 in den Rheinisch-Bergischen Kreis mit Sitz in Bergisch Gladbach auf.
1975 entstand aufgrund des Köln-Gesetzes die heutige Gemeinde Kürten, zu der neben den Ämtern Kürten, Bechen und Olpe ein Teilgebiet der Stadt Bensberg mit Dürscheid und den umliegenden Gebieten kam.

## Sehenswürdigkeiten

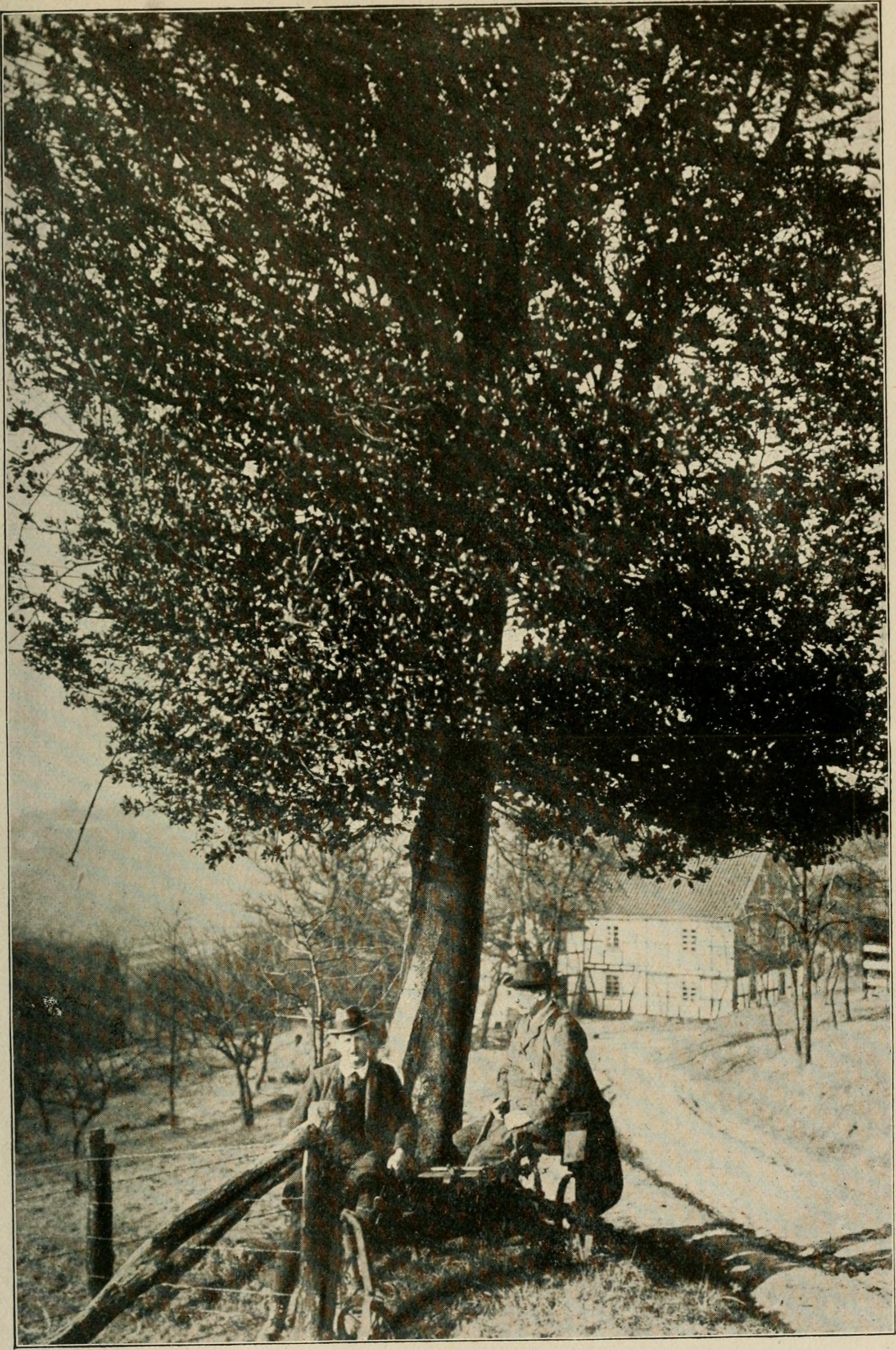
Dr.-Foerster-Hülse ca. 1918 mit einem Umfang von 1,45 m bei einer Höhe von 10 m

In Mittelenkeln befindet sich die wohl älteste Stechpalme Deutschlands, die Dr.-Foerster-Hülse, heute noch als Baumfragment mit Neuaustrieb erhalten.
In Mittelenkeln steht ebenso ein Wegekreuz aus dem Jahr 1898 aus Sandstein. Es hat eine Höhe von 2,8 m. Es ist als Nummer 45 in der Liste der Baudenkmäler in Kürten verzeichnet.